# Igreja Mundial do Poder de Deus
A Igreja Mundial do Poder de Deus é  uma denominação cristã evangélica neopentecostal internacional, com fundada na cidade de Sorocaba, em 3 de março de 1998, por Valdemiro Santiago.
A sede da Igreja Mundial do Poder de Deus encontra-se na Cidade mundial, no bairro do Brás, em São Paulo, alternando as principais reuniões com a Cidade Mundial dos Sonhos de Deus no bairro de Santo Amaro também em São Paulo, possuindo templos espalhados hoje em 24 países.
Como característica distintiva de outras denominações, a igreja mundial tem ênfase principalmente em cura e milagres, sendo apresentados diversos testemunhos durante os cultos e na programação da Rede Mundial e da IMPD TV.

## História
O primeiro templo da Igreja Mundial do Poder de Deus iniciou-se em Sorocaba, tendo como fundador o pastor Valdemiro Santiago de Oliveira, sua esposa bispa Franciléia e um pequeno grupo de membros.
Valdemiro Santiago fundou a Igreja Mundial em 3 de março de 1998 após se desligar do quadro de pastores da Igreja Universal do Reino de Deus, da qual fora bispo por 18 anos, por conta de desentendimentos com Edir Macedo.
Inicialmente não houve muita divulgação do trabalho. Panfletos e fitas cassetes de testemunhos eram utilizados no trabalho evangelístico. Valdemiro Santiago nunca se formou em nenhum curso de teologia, nem de oratória. Aproxima-se do povo com um discurso ora popular, ora austero com constantes referências ao seu passado rural. Suas concentrações seguem um formato pré-estabelecido caracterizado pela leitura de trechos da Bíblia previamente selecionados com destaque para a apresentação de supostos milagres durante o transcurso de toda a pregação.

## Política
Em 2010, a Igreja Mundial elegeu dois deputados federais, José Olímpio (PP-SP) e Francisco Floriano (PR-RJ), além de um estadual, Rodrigo Moraes (PSC-SP). Em 2014, José Olímpio foi reeleito com mais de 154 mil votos, e Francisco Floriano foi reeleito com mais de 47 mil votos. Elegeu Milton Rangel (PSD-RJ) para deputado estadual a partir de 2015 com 28 mil votos, o deputado estadual Missionário Volnei (PR-RS) com 33.255 votos e o deputado estadual missionário Márcio Santiago ( PR-MG ).

## Mídia
Valdemiro Santiago publicou livros e gravou mídias pela sua editora e gravadora WS Music. A IMPD conta com a revista Avivamento Urgente.
Depois de se converter entre 2003 e 2004, o repórter Herbeth de Souza migrou para Igreja Mundial se tornou um porta voz ativo da igreja. Herbeth de Souza trabalhou no extinto Aqui Agora, no programa Cidade Alerta e depois no Ratinho. Em 2001, para a TV Gazeta apresentou um quadro chamado “Impacto”, dentro do programa Mulheres.

### Rádios
De 2010 a 2012, operou uma mini rede de rádios, denominada "Sê Tu uma Bênção", que operava em Jundiaí em 98,1 FM. Esta rede foi desfeita e em 2013 chegou a anunciar o retorno que não ocorreu.
Atualmente na 91.7, a Rádio Nova Mundial apresenta uma programação 24 horas.
É proprietária da Rádio Mundial do Rio de Janeiro.

### TV
A IMPD fica conhecida no Brasil a partir de 2008, quando o Grupo Bandeirantes aluga 22 horas da Rede 21, fato que gerou polêmica, pois nunca houve a concessão de um grupo de comunicação a uma igreja só para fins religiosos. Possuía duas horas diárias na RedeTV e quatro horas na Bandeirantes.
Em 2009, alugou algumas horas da igreja à RedeTV!, que chegou até vencer a Rede Bandeirantes na Grande São Paulo.
Em novembro de 2013 comprou horários na Rede TV!
Em 2017, se torna sócia do canal 21 TV Mercosul de Curitiba, ocupando o espaço que antes era da Record News. No mesmo ano, o canal 21 TV Mercosul passa a se chamar Rede Mundial Curitiba.

### Obras Sociais
A Associação Mundial de Assistência Social (AMAS) é uma entidade filantrópica ligada à IMPD, destinada à assistência social, que conta com equipe de voluntários.

## Controvérsias

### Dissidências
Em 2006 o pastor Agenor Duque e sua esposa, a Bispa Ingrid Duque, fundam a Igreja Apostólica Plenitude do Trono de Deus.
Em abril de 2009 o Bispo Roberto Damásio, na época o braço direito do pastor, desliga-se e inaugura sua própria instituição, a Igreja da Fé Renovada em Cristo, em São Paulo.
Em 2010 o pastor Givanildo de Souza saiu da igreja após desentendimentos com as lideranças devido a não concordar com práticas considerados por ele como simonia, fundando a sua própria, a Igreja Missionária do Amor, em Araçatuba, São Paulo
Em 2011 o Bispo José Silva deixa a Igreja Mundial para fundar a Igreja Evangélica Celeiro de Deus em Curitiba, PR.
Em novembro de 2022 foi a vez do ex-número 2 da Mundial, o bispo Luciano Neves, sair da denominação para fundar a Igreja Unida Deus Proverá. Em pouco menos de um ano de fundação da igreja, Neves arrendou duas horas diárias da Rede Bandeirantes.

### Simonia
O pastor Givanildo de Souza, discípulo de Valdemiro desde 1998, deixou a igreja em agosto de 2010 com denúncias de simonia. Denunciou que os bens sagrados eram barganhados e teria sido humilhado por não praticar campanha da "água benta" que custaria 100 reais; então, segundo ele, ao enviar a renda menor para igreja sede, era acusado de roubo. Givanildo era responsável pela direção e arrecadação de 14 igrejas da Mundial. Saiu da denominação em setembro de 2010 e fundou sua própria igreja, a Igreja Missionária do Amor, em Araçatuba, SP.

### Crise financeira
Desde outubro de 2013, a IMPD atravessa grave crise financeira devendo entre R$ 13 milhões e R$ 21 milhões para o Grupo Bandeirantes, perdendo a locação de 22 horas diárias da Rede 21, e de quatro horas diárias nas madrugadas da Band. O espaço seria ocupado pela Igreja Universal do Reino de Deus, de Edir Macedo. A Igreja Mundial se desfez de quatro horas de horário na madrugada da BAND, perdeu os horários no Canal 21, deixou a programação da Rede TV, entregou os horários da CNT, saiu de diferentes retransmissoras de diversos Estados, suspendeu os projetos de programação na Argentina, México e Colômbia.
Com diversas filiais, a igreja acumula cobranças judiciais derivadas de dívidas não pagas. Em dezembro de 2024, a Justiça de São Paulo autorizou o arrombamento de um imóvel locado pela IMPD, localizado na Mooca, devido a uma dívida de R$ 75 mil em aluguel. A igreja não desocupou o apartamento após a ordem de despejo, levando a uma ação judicial movida pela Terrantez Imobiliária. O imóvel era utilizado por pastores da instituição.

### Fazenda milionária
Após disputas com a Igreja Universal do Reino de Deus, sofreu denúncias de que teria uma fazenda comprada por 29 milhões de reais. A Fazenda Santo Antonio do Itiquira, localizada em Santo Antônio de Leverger, MT, com 10.174 hectares de terras e milhares de cabeças de gado, está em nome da empresa W. S. Music, do pastor e sua esposa.
Desde janeiro de 2013 a Divisão de Investigações sobre Crimes contra a Fazenda, da Polícia Civil, apura um suposto crime de lavagem de dinheiro, em processo que corre em sigilo.
Até os dias atuais não foi comprovado que a fazenda pertence ao pastor Valdemiro.
Dias após a reportagem da fazenda, um ex-pastor da Igreja Universal declarou a coluna de um site "O crescimento da Igreja Mundial estremeceu as bases da Universal", afirma Didini, fundador do ministério Caminhar, ex-apresentador do "25ª Hora", da Record.
"O fato é que a Mundial tem as mesmas características de evangelho de massa, proclama-o na linguagem do povo e tem presença maciça nos meios de comunicação de massa", afirma o pastor Didini. "É tudo o que o bispo Macedo não quer."
Se referindo ao fato da Igreja Universal usar a TV Record para expor a possível Fazenda, atacando assim a Igreja Mundial e seu ex e bem sucedido pastor Valdemiro Santiago.
A assessoria da Igreja Universal não respondeu ao pedido para se manifestar sobre as declarações de seu ex-pastor, afirma o site UOL.

### Denúncia no TRE
Em 2018, fiscais do Tribunal Regional Eleitoral do Rio de Janeiro apreenderam milhares de panfletos dos candidatos a deputado estadual e federal Milton Ramos (PSDB) e Francisco Floriano (DEM) em templos da Igreja na cidade de Macaé. Os próprios fiéis denunciaram a prática, já que é proibido candidatos usarem de instituições religiosas para fazer campanha em obediência ao Estado laico.

### Denúncia de assédio moral
Em fevereiro de 2025, um ex-grevista da igreja ganhou um processo contra a instituição, com indenização de R$ 15 mil, por danos extrapatrimoniais. A decisão foi tomada após o pastor Valdemiro Santiago chamar os grevistas de "imundos" e "endemoniados". A instituição também estava inadimplente quanto ao pagamento dos salários dos funcionários, o que levou à greve.